# Thomas Widman
Thomas Widman, född 27 december 1952 i Arvidsjaur, är en svensk skådespelare.
Widman gick ut Teaterhögskolan i Stockholm 1980.

## Filmografi (urval)
- 1981 – Babels hus (TV-serie)
- 1988 – Som man ropar
- 1989 – Hassel – Slavhandlarna
- 1995 – Esters testamente (TV-serie)
- 2005 – Carambole

## Teater

### Roller (ej komplett)
| År   | Roll             | Produktion                                                          | Regi              | Teater             |
| ---- | ---------------- | ------------------------------------------------------------------- | ----------------- | ------------------ |
| 1980 | Grumio           | Så tuktas en argbigga (The Taming of the Shrew) William Shakespeare | Katariina Lahti   | Norrbottensteatern |
| 1983 | Satan            | Du sköna nya paradis Katariina Lahti                                | Katariina Lahti   | Norrbottensteatern |
| 1984 | Huckleberry Finn | Tom Sawyers äventyr (The Adventures of Tom Sawyer) Mark Twain       | Catherine Parment | Norrbottensteatern |
| 1990 | Bonden Missnöjd  | Carl XII August Strindberg                                          | Jan Bergman       | Dramaten           |